# Erinnere dich, wenn du kannst!
Erinnere dich, wenn du kannst! ist ein deutscher Fernsehfilm von Sigi Rothemund aus dem Jahr 2005.

## Handlung
Max Walde ist ein erfolgreicher deutscher Schauspieler und als Fernsehkommissar einer Krimiserie bekannt. Privat läuft es allerdings nicht so rund für ihn. Seit seiner Trennung hat er keinen Kontakt mehr zu seinem einzigen Sohn. Als er erfährt, dass sein mittlerweile in Irland lebender Sohn unter Mordverdacht steht und nach einem Suizidversuch deswegen im Koma liegt, fliegt er kurzerhand dorthin, um nun endlich für ihn einmal da zu sein. Vor Ort kann er, als er wieder bei Bewusstsein ist, sich an nichts mehr erinnern. Die Tatsache, dass sein Vater extra zu ihm nach Irland gekommen ist und seine Unschuld beweisen möchte, lässt Tom kalt. Dennoch lässt Max nicht locker und findet schließlich Indizien, die Tom entlasten.

## Hintergrund
Erinnere dich, wenn du kannst! wurde unter dem Arbeitstitel Doubting Thomas vom 22. Juni 2004 bis zum 16. Juli 2004 an Schauplätzen in Irland gedreht. Produziert wurde der Film von der Tatfilm Produktionsges. mbH im Auftrag des Südwestrundfunks.

## Kritik
Die Kritiker der Fernsehzeitschrift TV Spielfilm zeigten mit dem Daumen zur Seite, vergaben für die Spannung einen von drei möglichen Punkten und gaben zur Begründung: „Den einfallslos inszenierten, einfältigen Plot können auch Pfaff und Giering nicht retten.“ Sie resümierten bezüglich des Filmtitels: „Vergiss diesen Krimi, wenn du kannst!“